# Station Barton-on-Humber
Barton-on-Humber is een spoorwegstation in Engeland. 

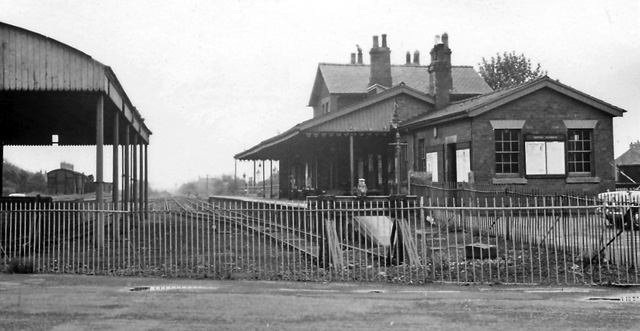
Stationsgebouw, 1967